# Бакар (буква)

Бакар (санскр. छकार) или батуло ба (маратхи बाटुलो ब) — ба, буква деванагари, обозначает звонкий губно-губной взрывной согласный. Акшара-санкхья — 3 (три).
Относится к группе согласных Паварга в санскритской грамматике. Паварга — это путь материальных страданий, где среди ряда букв: Па, Пха, Ба, Бха и Ма бакар означает «бхаяртха» — разочарование: несмотря на столь тяжкий труд, в конце приходит разочарование. Символ был утвержден как часть Юникода версии 1.1 U+092C в 1993 году.

Бакар ранджана

## Нумерация Арьябхата
- ब (ба) — 23
- बि (би) — 2300
- बु (бу) — 230000